# Tiristor
Se denomina tiristor (combinación de la palabra en Idioma griego θύρα, transliterado como thýra, que significa "puerta" o "válvula" y transistor)  a una familia de componentes electrónicos constituida por elementos semiconductores que utiliza realimentación interna para producir una conmutación. Es un dispositivo análogo al tiratrón, un tipo de válvula electrónica también utilizado para controlar la corriente. Los materiales de los que se compone son de tipo semiconductor, es decir, dependiendo de la temperatura a la que se encuentren pueden funcionar como aislantes o como conductores. Son dispositivos unidireccionales (SCR) o bidireccionales (Triac o DIAC).  Se emplea generalmente para el control de potencia eléctrica.
Para los SCR el dispositivo consta de un ánodo y un cátodo, donde las uniones son de tipo P-N-P-N entre los mismos. Por tanto se puede modelar como 2 transistores típicos P-N-P y N-P-N, por eso se dice también que el tiristor funciona con tensión realimentada. Se crean así 3 uniones (denominadas J1, J2, J3 respectivamente), el terminal de puerta está en la unión J2 (unión NP). 
Algunas fuentes definen como sinónimos al tiristor y al rectificador controlado de silicio (SCR); Aunque en realidad la forma correcta es clasificar al SCR como un tipo de tiristor, a la par que los dispositivos DIAC y TRIAC.
Este elemento fue desarrollado por ingenieros de General Electric en los años 1960. Aunque un origen más remoto de este dispositivo lo encontramos en el SCR creado por William Shockley (premio Nobel de física en 1956) en 1950, el cual fue defendido y desarrollado en los laboratorios Bell en 1956. Gordon Hall lideró el desarrollo en Morgan Stanley para su posterior comercialización por parte de Frank W. "Bill" Gutzwiller, de General Electric.

## Historia
El rectificador controlado por silicio (SCR) o tiristor propuesto por William Shockley en 1950 y defendido por Moll y otros en Bell Labs fue desarrollado en 1956 por ingenieros de energía en General Electric (G.E.), dirigido por Gordon Hall y comercializado por Frank W. "Bill" Gutzwiller de GE. El Instituto de Ingenieros Eléctricos y Electrónicos reconoció la invención colocando una placa en el sitio de la invención en Clyde, NY y declarándola Hito Histórico IEEE.

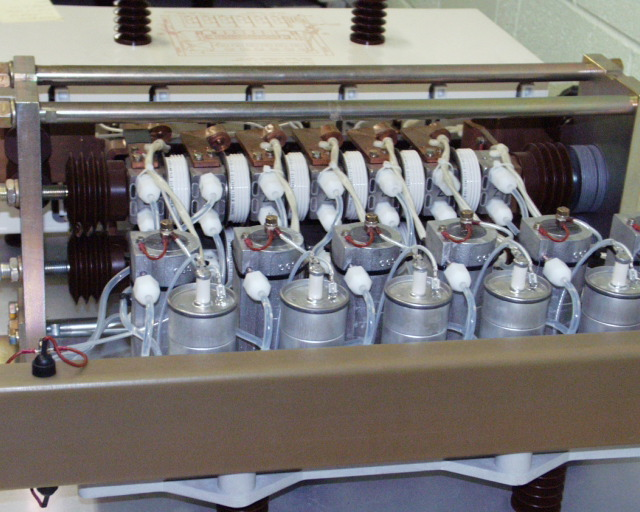
Un banco de seis tiristores de 2000 A (discos blancos dispuestos en una fila en la parte superior y vistos de canto)

### Etimología
Un tubo lleno de gas anterior llamado dispositivo tiratrón proporcionaba una capacidad de conmutación electrónica similar, donde un pequeño voltaje de control podía cambiar una gran corriente. Es a partir de una combinación de "THYRatron" y "transISTOR" que se deriva el término "tiristor".: 12 

## Formas de activar un tiristor
Luz: si un haz de luz incide en las uniones de un tiristor, hasta llegar al mismo silicio, el número de pares electrón-hueco aumentará pudiéndose activar el tiristor.
Corriente de Puerta: para un tiristor polarizado en directa, la inyección de una corriente de puerta al aplicar un voltaje positivo entre puerta y cátodo lo activará. Si aumenta esta corriente de puerta, disminuirá el voltaje de bloqueo directo, revirtiendo en la activación del dispositivo. 
Térmica: una temperatura muy alta en el tiristor produce el aumento del número de pares electrón-hueco, por lo que aumentarán las corrientes de fuga, con lo cual al aumentar la diferencia entre ánodo y cátodo, y gracias a la acción regenerativa, esta corriente puede llegar a ser 1, y el tiristor puede activarse. Este tipo de activación podría comprender una fuga térmica, normalmente cuando en un diseño se establece este método como método de activación, esta fuga tiende a evitarse.
Alto Voltaje: si el voltaje directo desde el ánodo hacia el cátodo es mayor que el voltaje de ruptura directo, se creará una corriente de fuga lo suficientemente grande para que se inicie la activación con retroalimentación. Normalmente este tipo de activación puede dañar el dispositivo, hasta el punto de destruirlo.
Elevación del voltaje ánodo-cátodo: si la velocidad en la elevación de este voltaje es lo suficientemente alta, entonces la corriente de las uniones puede ser suficiente para activar el tiristor. Este método también puede dañar el dispositivo.

## Funcionamiento básico
El tiristor es un conmutador biestable, es decir, es el equivalente electrónico de los interruptores mecánicos; por tanto, es capaz de dejar pasar plenamente o bloquear por completo el paso de la corriente sin tener nivel intermedio alguno, aunque no son capaces de soportar grandes sobrecargas de corriente. Este principio básico puede observarse también en el diodo Shockley. 
El diseño del tiristor permite que este pase rápidamente a encendido al recibir un pulso momentáneo de corriente en su terminal de control, denominada puerta (o en inglés, gate) cuando hay una tensión positiva entre ánodo y cátodo, es decir la tensión en el ánodo es mayor que en el cátodo. Solo puede ser apagado con la interrupción de la fuente de tensión, abriendo el circuito, o bien, haciendo pasar una corriente en sentido inverso por el dispositivo. Si se polariza inversamente en el tiristor existirá una débil corriente inversa de fugas hasta que se alcance el punto de tensión inversa máxima, provocándose la destrucción del elemento (por avalancha en la unión).
Para que el dispositivo pase del estado de bloqueo al estado activo, debe generarse una corriente de enganche positiva en el ánodo, y además debe haber una pequeña corriente en la puerta capaz de provocar una ruptura por avalancha en la unión J2 para hacer que el dispositivo conduzca. Para que el dispositivo siga en el estado activo se debe inducir desde el ánodo una corriente de sostenimiento, mucho menor que la de enganche, sin la cual el dispositivo dejaría de conducir. 
A medida que aumenta la corriente de puerta se desplaza el punto de disparo. Se puede controlar así la tensión necesaria entre ánodo y cátodo para la transición OFF -> ON, usando la corriente de puerta adecuada (la tensión entre ánodo y cátodo dependen directamente de la tensión de puerta pero solamente para OFF -> ON). Cuanto mayor sea la corriente suministrada al circuito de puerta IG (intensidad de puerta), tanto menor será la tensión ánodo-cátodo necesaria para que el tiristor conduzca. 
También se puede hacer que el tiristor empiece a conducir si no existe intensidad de puerta y la tensión ánodo-cátodo es mayor que la tensión de bloqueo.

## Aplicaciones
Normalmente son usados en diseños donde hay corrientes o tensiones muy grandes, también son comúnmente usados para controlar corriente alterna donde el cambio de polaridad de la corriente revierte en la conexión o desconexión del dispositivo. Se puede decir que el dispositivo opera de forma síncrona cuando, una vez que el dispositivo está abierto, comienza a conducir corriente en fase con la tensión aplicada sobre la unión cátodo-ánodo sin la necesidad de replicación de la modulación de la puerta. En este momento el dispositivo tiende de forma completa al estado de encendido. No se debe confundir con la operación simétrica, ya que la salida es unidireccional y va solamente del cátodo al ánodo, por tanto en sí misma es asimétrica. 
Los tiristores pueden ser usados también como elementos de control en controladores accionados por ángulos de fase, esto es una modulación por ancho de pulsos para limitar la tensión en corriente alterna.
En circuitos digitales también se pueden encontrar tiristores como fuente de energía o potencial, de forma que pueden ser usados como interruptores automáticos magneto-térmicos, es decir, pueden interrumpir un circuito eléctrico, abriéndolo, cuando la intensidad que circula por él se excede de un determinado valor. De esta forma se interrumpe la corriente de entrada para evitar que los componentes en la dirección del flujo de corriente queden dañados. El tiristor también se puede usar en conjunto con un diodo Zener enganchado a su puerta, de forma que cuando la tensión de energía de la fuente supera la tensión del zener, el tiristor conduce, acortando la tensión de entrada proveniente de la fuente a tierra, fundiendo un fusible. 
La primera aplicación a gran escala de los tiristores fue para controlar la tensión de entrada proveniente de una fuente de tensión, como un enchufe, por ejemplo. A comienzo de los ’70 se usaron los tiristores para estabilizar el flujo de tensión de entrada de los receptores de televisión en color. 
Se suelen usar para controlar la rectificación en corriente alterna, es decir, para transformar esta corriente alterna en corriente continua (siendo en este punto los tiristores onduladores o inversores), para la realización de conmutaciones de baja potencia en circuitos electrónicos. 
Otras aplicaciones comerciales son en electrodomésticos (iluminación, calentadores, control de temperatura, activación de alarmas, velocidad de ventiladores), herramientas eléctricas (para acciones controladas tales como velocidad de motores, cargadores de baterías), equipos para exteriores (aspersores de agua, encendido de motores de gas, pantallas electrónicas...)
En fotografía el primer uso del tiristor, se dio en los flash electrónicos, en los años 80. Antes de esto, cuando se disparaba un flash, este botaba toda la carga acumulada, necesitando 10 o más segundos para recargar completamente. Cuando se usaban combinados con el modo automático de exposición, el dispositivo solo ocupa la proporción de carga que necesita para esa exposición, lo que permitió acelerar increíblemente los tiempos de recarga. En la actualidad estos flash permiten disparar 3 o 4 veces por segundo, además de hacerlo con una gran precisión en la cantidad de luz emitida.

## Fabricación
Técnica de Difusión-Aleación: la parte principal del tiristor está compuesta por un disco de silicio de material tipo N, 2 uniones se obtienen en una operación de difusión con galio, el cual dopa con impurezas tipo P las 2 caras del disco. En la cara exterior se forma una unión, con un contacto oro-antimonio. Los contactos del ánodo y cátodo se realizan con molibdeno. La conexión de puerta se fija a la capa intermedia (tipo P) usando aluminio. Esta técnica se usa solamente para dispositivos que requieren gran potencia.
Técnica "Todo Difusión": se trata de la técnica más usada, sobre todo en dispositivos de mediana o baja intensidad, el problema principal de esta técnica reside en los contactos, cuya construcción resulta más delicada y problemática que en el caso de difusión-aleación.
Las 2 capas P se obtienen por difusión del galio o el aluminio, mientras que las capas N se obtienen mediante el sistema de máscaras de óxido. El problema principal de este método radica en la multitud de fases que hay que realizar. Aunque ciertas técnicas permiten paralelizar este proceso.
Técnica de Barrera Aislante: esta técnica es una variante de la anterior. Se parte de un sustrato de silicio tipo N que se oxida por las dos caras, después en cada una de las 2 caras se hace la difusión con material tipo P. Una difusión muy duradera y a altas temperaturas produce la unión de las 2 zonas P. 
Después de este proceso se elimina todo el óxido de una de las caras y se abre una ventana en la otra, se realiza entonces en orden a aislar más zonas de tipo N, una difusión tipo P. Después de una última difusión N el tiristor ya está terminado a falta de establecer las metalizaciones, cortar los dados y encapsularlos.

## Modos de error
Los fabricantes de tiristores generalmente especifican una región de potencia segura que define los niveles aceptables de voltaje y corriente para una determinada temperatura de funcionamiento. El límite de esta región está determinado en parte por el requisito de que no se exceda la potencia de puerta máxima permitida (PG), especificada para una duración de pulso de potencia determinada.
Además de los modos de error habituales debido al exceso de voltaje, corriente o potencia nominal, los tiristores tienen sus propios modos de error particulares, que incluyen:
- Activación di/dt: en el que la tasa de aumento de la corriente de estado después de la activación es mayor que la que puede soportar la velocidad de propagación del área de conducción activa (SCR y triac).
- Conmutación forzada: en la que la corriente de recuperación inversa máxima transitoria provoca una caída de voltaje tan alta en la región del subcátodo que excede el voltaje de ruptura inversa de la unión del diodo del cátodo de la puerta (solo SCR).
- Encendida dv/dt: el tiristor puede emprenderse de manera espuria sin emprender desde la puerta si la tasa de aumento de voltaje de ánodo a cátodo es demasiado grande.

## Tiristores de carburo de silicio
En los últimos años, algunos fabricantes han desarrollado tiristores utilizando carburo de silicio (SiC) como material semiconductor. Estos tienen aplicaciones en ambientes de alta temperatura, siendo capaces de operar a temperaturas hasta 350 °C.

## Tipos de tiristores
- Rectificador controlado de silicio (SCR)
- Tiristor GTO
- Diac
- Triac
- Foto-SCR
- Interruptor controlado por puerta
- Interruptor controlado de silicio
- MCT
- FET-CTH
- SITH
- RTC
- Fototiristor (lascr)

## Tiristor de conducción inversa
Un tiristor de conducción inversa (RCT, en inglés reverse conducting thyristor) tiene un diodo inverso integrado, por lo que no es capaz de realizar bloqueo inverso. Estos dispositivos son ventajosos cuando se debe utilizar un diodo inverso o de rueda libre. Debido a que el SCR y el diodo nunca conducen al mismo tiempo, no producen calor simultáneamente y pueden integrarse y enfriarse juntos fácilmente. Los tiristores de conducción inversa se utilizan a menudo en variadores e inversores de frecuencia.

## Fototiristores

Símbolo electrónico para un SCR activado por luz (LASCR)

Los fototiristores se activan con la luz. La ventaja de los fototiristores es su insensibilidad a las señales eléctricas, lo que puede provocar un funcionamiento defectuoso en entornos eléctricamente ruidosos. Un tiristor activado por luz (LTT) tiene en su puerta una región ópticamente sensible, a la que se acopla la radiación electromagnética (generalmente infrarroja) mediante una fibra óptica. Dado que no es necesario proporcionar placas electrónicas en el potencial del tiristor para activarlo, los tiristores activados por luz pueden ser una ventaja en aplicaciones de alto voltaje como HVDC. Los tiristores activados por luz están disponibles con protección contra sobretensión (VBO) incorporada, que activa el tiristor cuando el voltaje directo a través de él se vuelve demasiado alto; También se fabricaron con protección de recuperación avanzada incorporada, pero no comercialmente. A pesar de la simplificación que pueden aportar a la electrónica de una válvula HVDC, los tiristores activados por luz aún pueden requerir algunos componentes electrónicos de monitoreo simples y solo están disponibles en unos pocos fabricantes.
Dos fototiristores comunes incluyen el SCR activado por luz (LASCR) y el TRIAC activado por luz. Un LASCR actúa como un interruptor que se enciende cuando se expone a la luz. Después de la exposición a la luz, cuando no hay luz, si no se corta la energía y las polaridades del cátodo y el ánodo aún no se han invertido, el LASCR todavía está en el estado "encendido". Un TRIAC activado por luz se parece a un LASCR, excepto que está diseñado para corrientes alternas.